# BLACKPINK演唱會列表
《BLACKPINK演唱會列表》主要列舉韓國女子音樂組合BLACKPINK歷年舉行的演唱會及參與的大型公開演出活動與其他演出。

## 演唱會

### BLACKPINK：THE SHOW
線上演唱會

## Showcase
| 日期    | 舉行地點   | 備註                             |
| 2016年  |            |                                  |
| 8月8日  | 韓國首爾   | 出道 Showcase                    |
| 2017年  |            |                                  |
| 7月20日 | 日本武道館 | BLACKPINK Premium Debut Showcase |
| 2019年  |            |                                  |
| 2月9日  | 美國洛杉磯 | Grammy Artist Showcase           |

## 簽名會與見面會
| 日期              | 活動名稱                                             | 舉行地點                       |
| 2017年            |                                                      |                                |
| 7月1日            | BLACKPINK Ice Cream Event                            | 韓國首爾BLACKPINK Pop-Up Store |
| 7月2日            | 《像最後一樣》Fan-Signing Event                      | 韓國首爾盆唐AK一層廣場         |
| 8月8日            | 一週年紀念活動「Pink Theater」                       | 韓國首爾永登浦CGV              |
| 9月25日（共兩場） | Special Message Card發放活動                         | 日本大阪Zepp Osaka Bayside     |
| 9月28日（共兩場） | Special Message Card發放活動                         | 日本東京豊洲PIT                |
| 12月6日           | 突襲游擊粉絲見面會                                   | 韓國首爾上岩洞水光文化公園     |
| 2019年            |                                                      |                                |
| 6月30日           | BLACKPINK PHOTOBOOK -LIMITED EDITION- 发布纪念签名会 | 韓國首爾永登浦                 |
| 9月21日（共兩場） | BLACKPINK 2019 Private Stage [Chapter 1]             | 韓國首爾奧林匹克公園           |

## 嘉賓
| 日期   | 演唱會名稱                 | 舉行地點                   |
| 2017年 |                            |                            |
| 8月5日 | 太陽「白夜世界巡迴演唱會」 | 日本神戶綜合運動公園棒球場 |
| 8月6日 | 太陽「白夜世界巡迴演唱會」 | 日本神戶綜合運動公園棒球場 |

## 頒獎典禮

### 2016年
| 日期     | 頒獎典禮名稱      | 舉行地點             |
| 11月16日 | 第1屆亞洲明星盛典 | 韓國首爾慶熙大學     |
| 11月19日 | 第8屆甜瓜音樂獎   | 韓國首爾高尺天空巨蛋 |

### 2017年
| 日期    | 頒獎典禮名稱                   | 舉行地點                      |
| 1月13日 | 第31屆金唱片獎音源部門頒獎典禮 | 韓國京畿道日山KINTEX 第7、8廳 |
| 1月19日 | 第26屆首爾歌謠大賞             | 韓國首爾蠶室室內體育館        |
| 2月22日 | 第6屆Gaon Chart K-POP大獎      | 韓國首爾蠶室室內體育館        |
| 9月27日 | 第16屆MTV日本音樂錄影帶大獎    | 日本                          |

### 2018年
| 日期     | 頒獎典禮名稱                   | 舉行地點                            |
| 1月10日  | 第32屆金唱片獎音源部門頒獎典禮 | 韓國京畿道日山KINTEX第一展覽館5號廳 |
| 1月25日  | 第27屆首爾歌謠大賞             | 韓國首爾高尺天空巨蛋                |
| 10月10日 | 第17屆MTV日本音樂錄影帶大獎    | 日本東京新木場STUDIO COAST          |
| 11月12日 | ELLE Style Awards 2018         | 韓國首爾三成洞Seoul PARNAS          |
| 12月1日  | 第10屆甜瓜音樂獎               | 韓國首爾高尺天空巨蛋                |

### 2019年
| 日期    | 頒獎典禮名稱                   | 舉行地點               |
| 1月5日  | 第33屆金唱片獎音源部門頒獎典禮 | 韓國首爾高尺天空巨蛋   |
| 1月23日 | 第8屆Gaon Chart K-POP大獎      | 韓國首爾蠶室室內體育館 |

## 其他演出

### 2016年
| 日期     | 演出名稱    | 舉行地點           |
| 12月26日 | SBS歌謠大戰 | 韓國首爾三成洞COEX |

### 2017年
| 日期     | 演出名稱                           | 舉行地點                 |
| 4月20日  | Paradise City 開幕                 | 非公開演出               |
| 5月14日  | YG X Unicef Walking Festival       | 韓國首爾世界盃競技場     |
| 5月16日  | 明知大學公演                       | 韓國首爾西大門區         |
| 5月16日  | 建國大學校慶                       | 韓國首爾廣津區華陽洞     |
| 5月17日  | 聖潔大學校慶                       | 韓國京畿道安陽市         |
| 5月19日  | 光云大學慶典                       | 韓國首爾蘆原區           |
| 5月20日  | 延世大學校慶                       | 韓國首爾新村區           |
| 6月9日   | SmileGate's 15th Anniversary Event | －                       |
| 7月24日  | 2017蔚山夏日音樂祭 Show!音樂中心   | 韓國蔚山                 |
| 8月20日  | 2017 Beaulings Festival            | 韓國大邱                 |
| 8月27日  | 2017愛貝克思夏日聯合國             | 日本東京味之素體育場     |
| 9月2日   | TGC'17 A/W                         | 日本埼玉超級競技場       |
| 9月3日   | TGC'17 A/W                         | 日本神戶                 |
| 9月18日  | 2017 PACC & PAMS                   | 韓國首爾君悅酒店         |
| 9月24日  | K-POP Super Concert                | 韓國大田世界盃競技場     |
| 9月30日  | 2017 Fever Festival                | 韓國首爾廣場             |
| 10月1日  | Fandom School Music Festival 2017  | 韓國首爾高尺天空巨蛋     |
| 10月22日 | 2017 釜山 One Asia Festival        | 韓國釜山亞運會主競技場   |
| 10月28日 | 平昌音樂節                         | 韓國                     |
| 11月4日  | IBM FAMILY PICNIC                  | 韓國京畿道龍仁市愛寶樂園 |
| 12月15日 | 大眾新車發布會                     | 韓國                     |
| 12月25日 | SBS歌謠大戰                        | 韓國首爾高尺天空巨蛋     |
| 12月29日 | Bodyfriend K Hotel商演             | 韓國                     |

### 2018年
| 日期     | 演出名稱                                | 舉行地點                 |
| 1月21日  | ALL LIVE NIPPON Vol.6 五十週年紀念Event | 日本橫濱競技場           |
| 3月31日  | Tokyo Girls Colection 2018 S/S          | 日本橫濱競技場           |
| 4月21日  | Sukkiri SUPER LIVE                      | 日本武道館               |
| 5月16日  | 明知大學校慶公演                        | 韓國首爾西大門區         |
| 5月17日  | 首爾科技大學校慶典禮                    | 韓國首爾蘆原區           |
| 5月18日  | 中央大學校慶典禮                        | 韓國首爾                 |
| 5月24日  | 三星Odyssey大學生電競Festival           | 韓國首爾城東區漢陽大學   |
| 5月25日  | 高麗大學校慶公演                        | 韓國首爾城北區           |
| 6月22日  | Lotte Family Festiva                    | 首爾綜合運動場           |
| 9月8日   | 澀谷音樂節                              |                          |
| 10月6日  | TGC KITAKYUSHU 2018                     | 日本福岡西日本綜合展示場 |
| 10月14日 | SBS Super Concert in 水原               | 水原世界盃競技場         |
| 12月25日 | SBS歌謠大戰                             | 韓國首爾高尺天空巨蛋     |

### 2019年
| 日期    | 演出名稱                | 舉行地點               |
| 4月12日 | 科切拉音樂節            | 美國加州帝國馬球俱樂部 |
| 4月19日 | 科切拉音樂節            | 美國加州帝國馬球俱樂部 |
| 8月17日 | a-nation 2019           | 日本長居陸上競技場     |
| 8月18日 | SUMMER SONIC音樂節      | 日本千葉               |
| 9月7日  | WIRED MUSIC FESTIVAL'19 | 日本愛知SKY EXPO       |

## 外部連結
| - 韓國官方網站 （） （英文） （简体中文） （日語） - 日本官方網站 （日語） - BLACKPINK的官方Cafe（页面存档备份，存于） （） - BLACKPINK的Facebook專頁 - BLACKPINK的Instagram帳戶 - BLACKPINK的X（前Twitter） - BLACKPINK的V Live頻道（页面存档备份，存于） - YouTube上的BLACKPINK頻道 | 所屬經紀公司官方網站 - YG Entertainment 韓國官方網站（页面存档备份，存于） （） - YG Entertainment 日本官方網站（页面存档备份，存于） （日語） - YG LIFE 官方部落格（页面存档备份，存于） - YouTube上的YG Entertainment頻道 |